# Римский концерт
Римский концерт (итал. Concerto Romano) для органа, медных духовых, литавр и струнных Op. 43 — произведение Альфредо Казеллы, написанное в 1926 году. Посвящено художнику Феличе Казорати. Концерт был написан по заказу нью-йоркского универмага «Уонамейкер», в котором был установлен концертный орган, и впервые исполнен 11 марта 1927 года в Нью-Йорке с оркестром под управлением автора, партия органа Шарль Мари Курбуан. Опубликован в 1928 году.

## Состав
1. Sinfonia: Lento, grave
2. Largo
3. Cadenza e Toccata: Allegro agitato ed impetuoso

Примерная продолжительность звучания 38 минут.

## Оркестр
3 трубы, 3 тромбона, струнная группа (12-16 первых скрипок, 10-14 вторых скрипок, 8-10 альтов, 8-10 виолончелей, 6-8 контрабасов)

## Характеристика музыки
Концерт в целом относится к периоду перехода Казеллы на рельсы неоклассицизма, который был вызван государственной политикой режима Бенито Муссолини в области культуры, — с этим, в частности, связана идеологическая апелляция произведения к обобщённому образу величия Рима. Сам композитор заявлял в своей автобиографии 1941 года, что выступил в этом сочинении верным учеником Вивальди и Баха. Специалисты отмечают в концерте и непосредственное влияние Игоря Стравинского — в частности, самое начало концерта обнаруживает сходство с началом Октета Стравинского, итальянской премьерой которого Казелла дирижировал в 1924 году.

## Записи
- Ульрих Мельдау, оркестр города Тарнув (Польша) и ансамбль Sirius Brass (Швейцария), дирижёр Станислав Кравчиньский (1999)
- Мартин Хазельбёк, Симфонический оркестр Венского радио, дирижёр Лейф Сегерстам (2001)
- Мартин Шмединг, Бранденбургский государственный оркестр, дирижёр Кристоф Кампестрини (2001)